# Église Notre-Dame-de-l'Assomption de Marolles-en-Hurepoix
L'église Notre-Dame-de-l'Assomption (aussi Notre-Dame de l'Assomption-de-la-très-Sainte-Vierge et anciennement Saint-Georges) est l'église paroissiale de la commune de Marolles-en-Hurepoix située dans le département de l'Essonne en région Île-de-France, en France. Elle remonte à une église romane du XIIe siècle remaniée au XVe siècle dans le style flamboyant. En 1911, deux verrières du XVIe siècle ont été classées monuments historiques à titre objet,.

## Architecture

### Extérieur

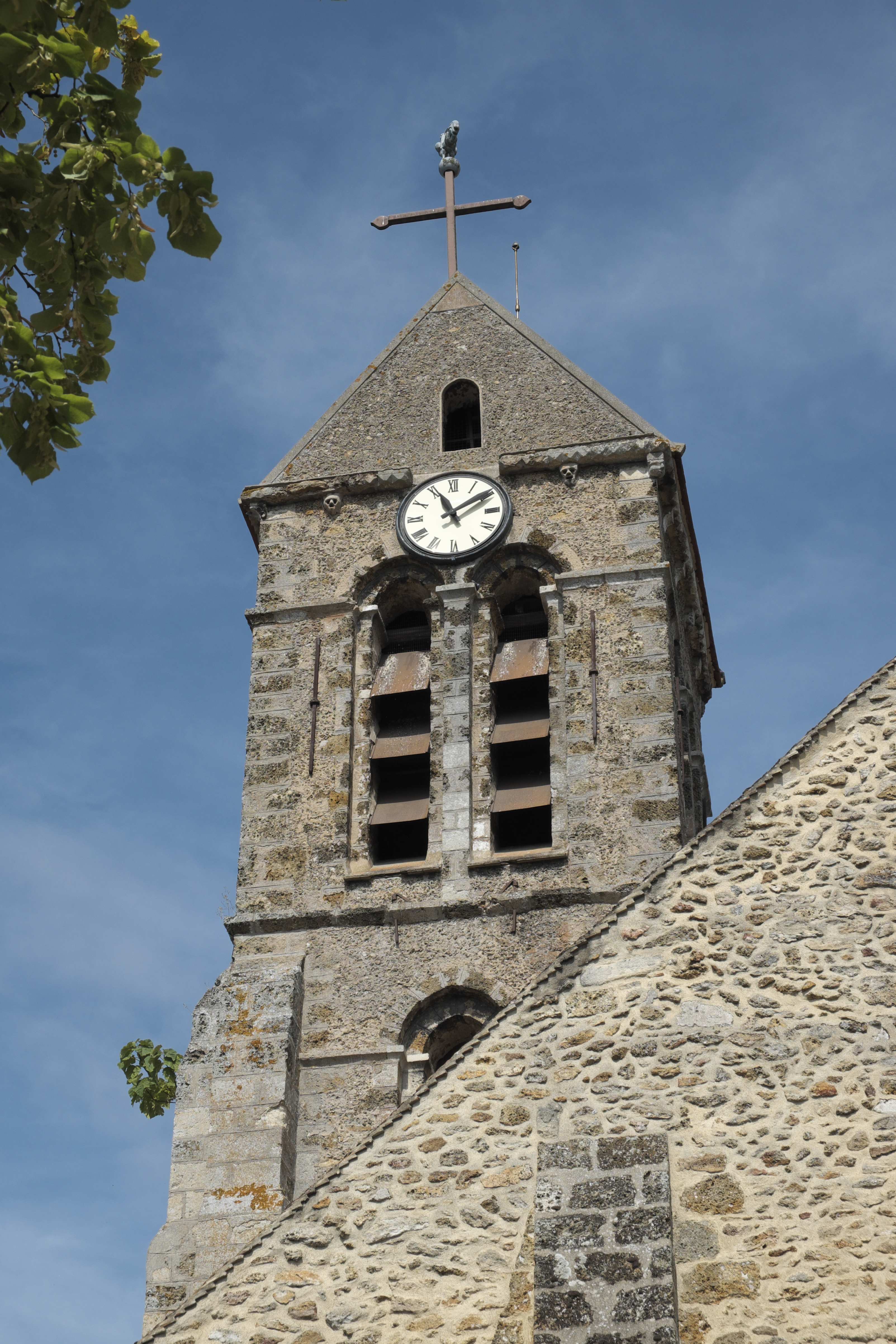
Clocher

Sur le côté méridional, au niveau de la quatrième travée, se dresse la tour-clocher, de plan carré et couverte d'un toit à double pente. Elle est percée de baies abat-son en plein cintre sur deux niveaux. Le clocher qui date de la fin du XIe siècle ou du début du XIIe siècle et le chœur, de deux travées et à chevet plat, qui date de la fin du XIIe siècle, sont les parties les plus anciennes qui formaient la première église.
Au chevet son adossées une chapelle axiale, percée d'un triplet de fenêtres, et deux chapelles latérales, tous les trois sont beaucoup plus basses que le chœur. Dans le mur du chevet s'ouvre au milieu une grande fenêtre à trois lancettes surmontée d'un arc un plein cintre.
Tous les murs extérieurs sont renforcés par des contreforts et ouverts de baies en arc en plein cintre. La façade occidentale est divisée par quatre contreforts. Au milieu s'ouvre un portail en plein cintre surmonté d'une fenêtre également en plein cintre. Deux autres fenêtres sont percées au niveau des bas-côtés. Comme le clocher, la nef est couverte d'une toiture à double pente en tuiles.

### Intérieur
La nef, endommagée pendant la guerre de Cent Ans, a été reconstruite à la fin du XVe siècle. Elle se compose de trois vaisseaux de cinq travées couverts d'une voûte sur croisées d'ogives qui a remplacé à la fin du XIXe siècle le plafond en bois d'origine.

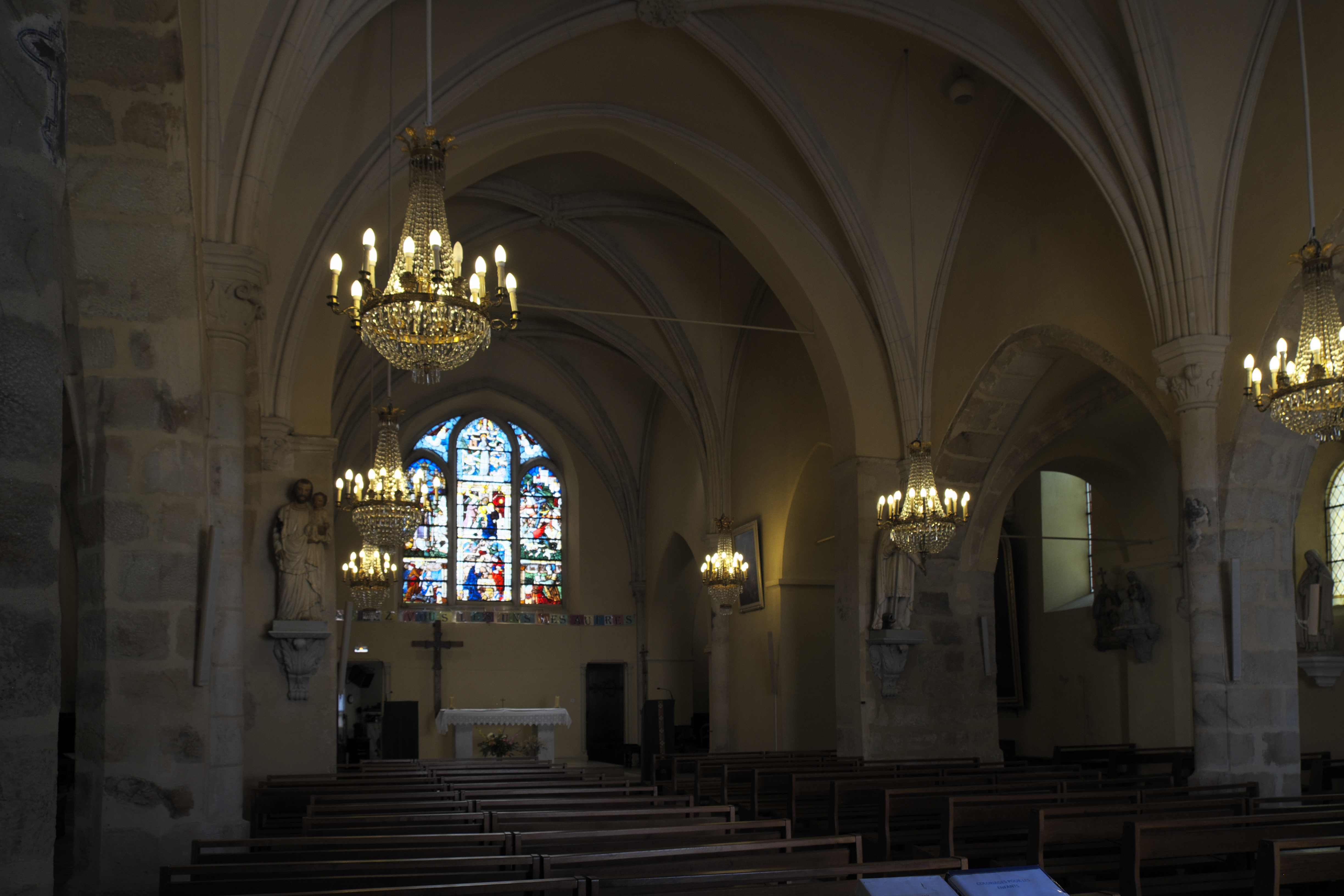
Vaiseau central
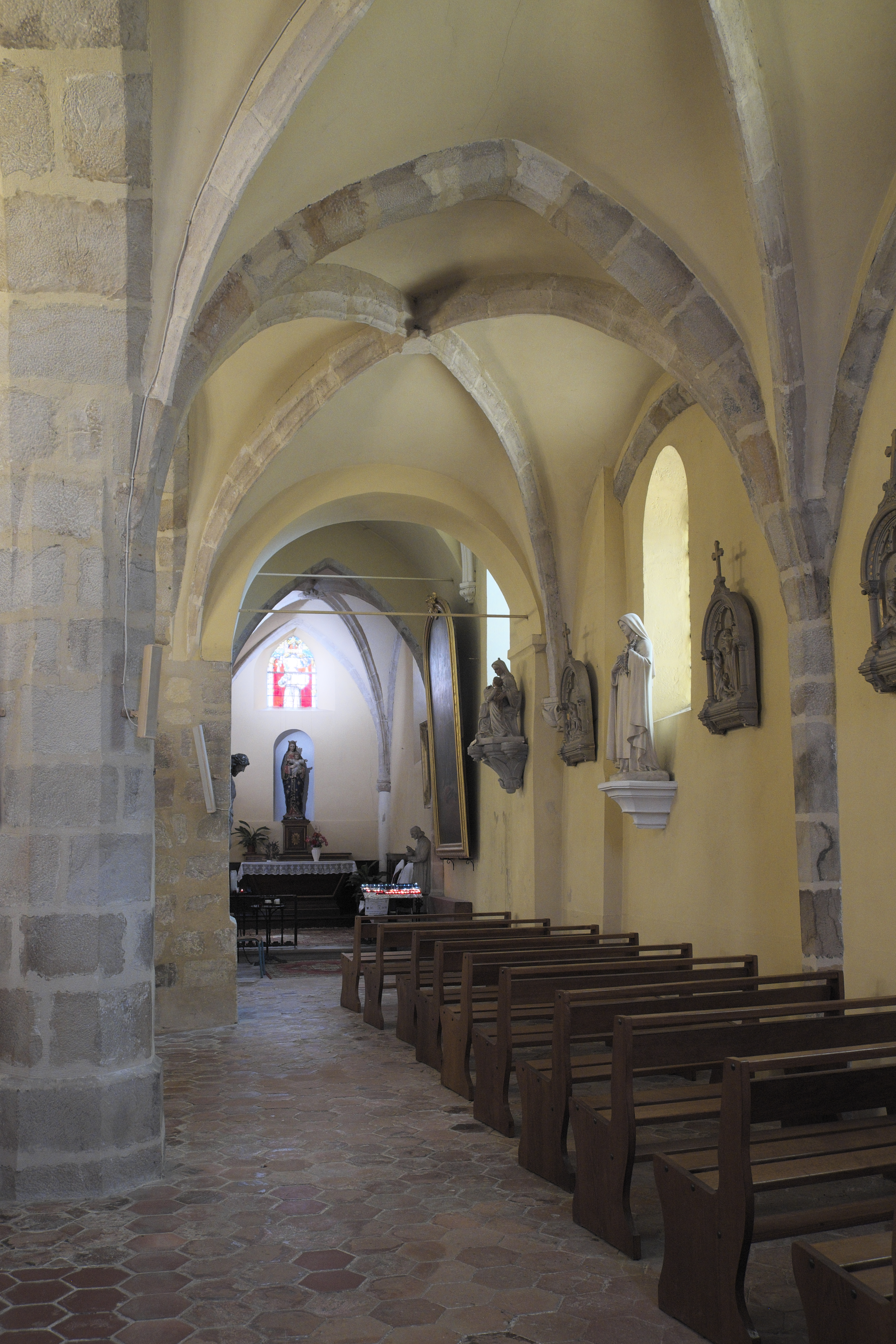
Bas-côté nord
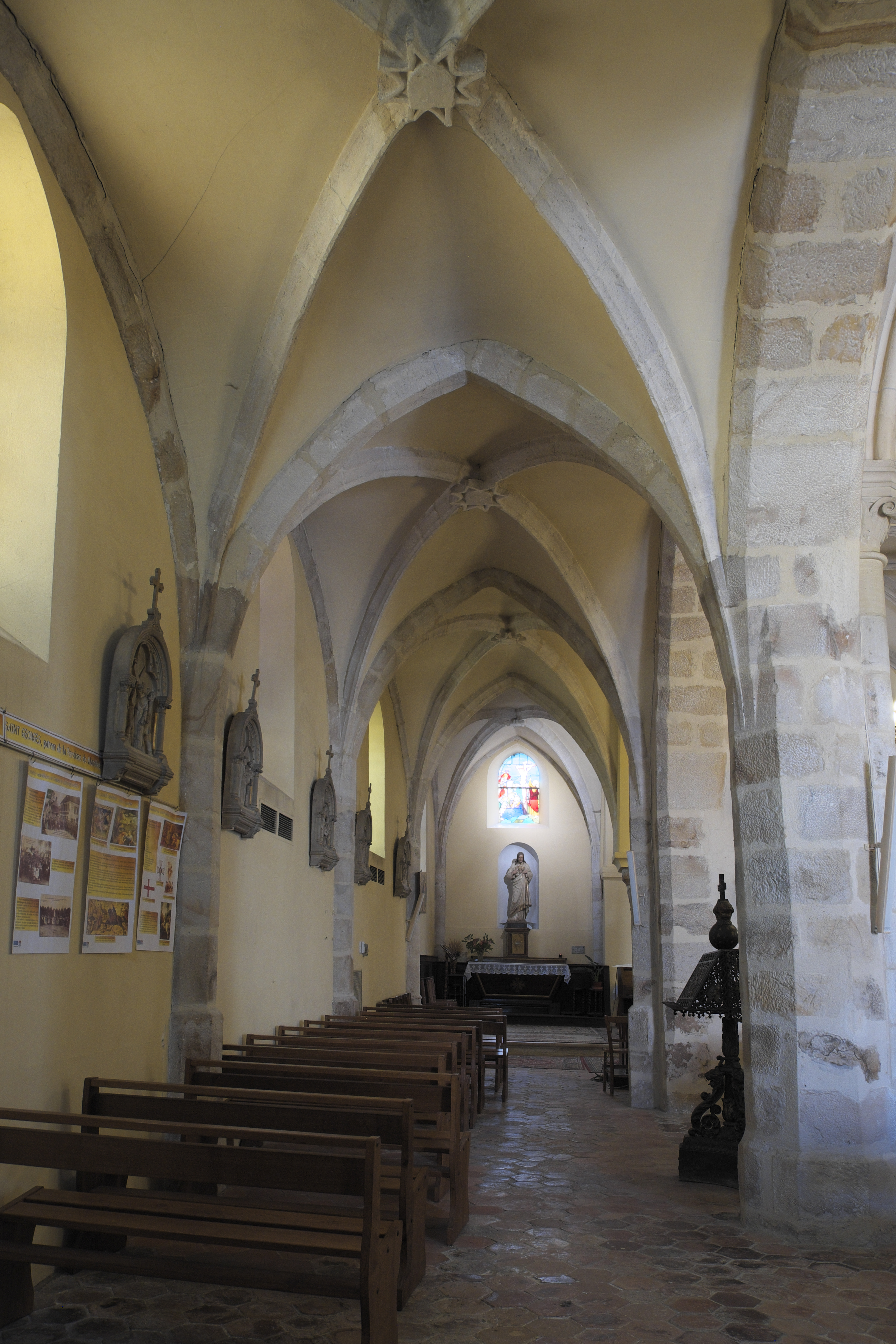
Bas-côté nord
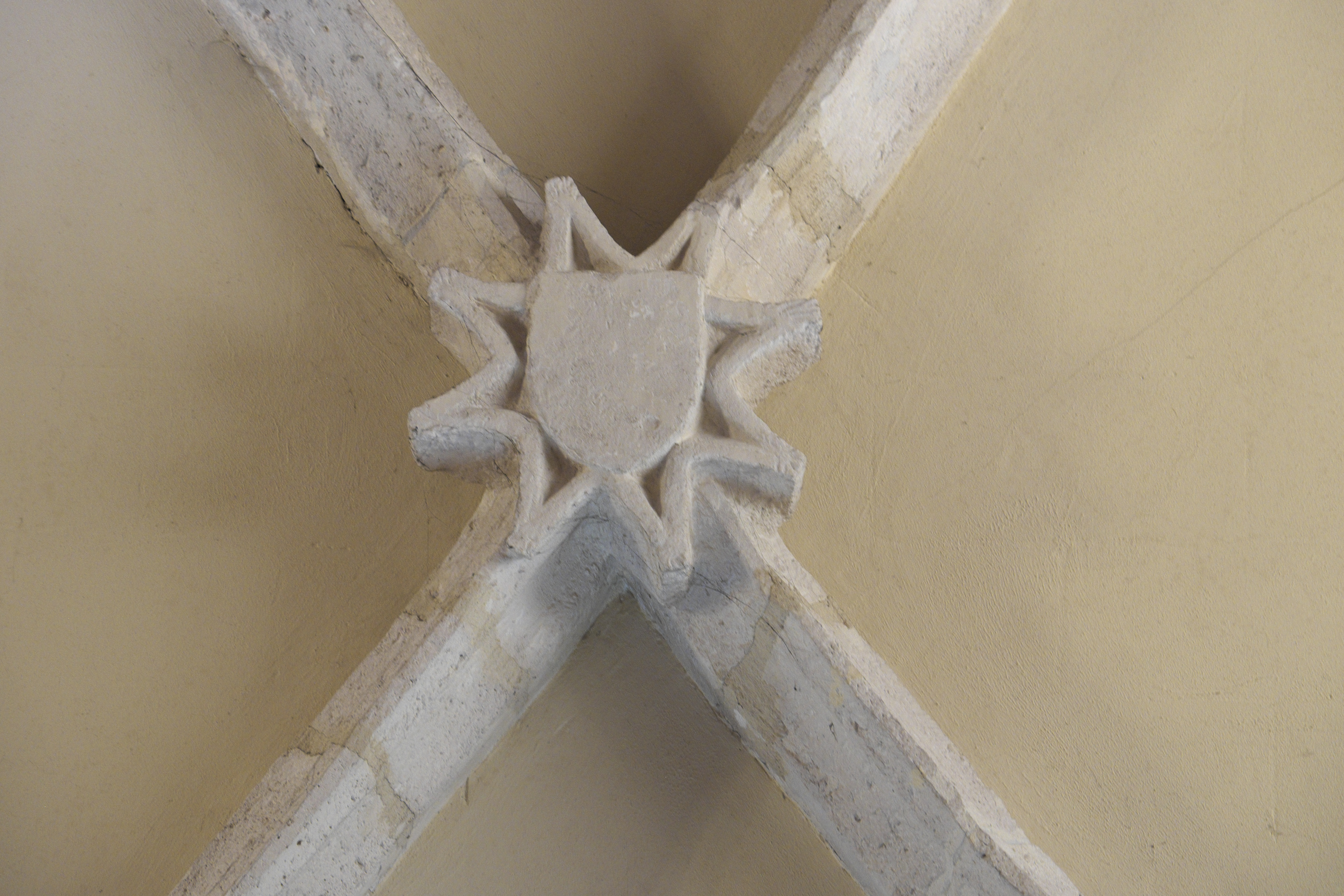
Clé de voûte

## Vitraux
- Baie 0

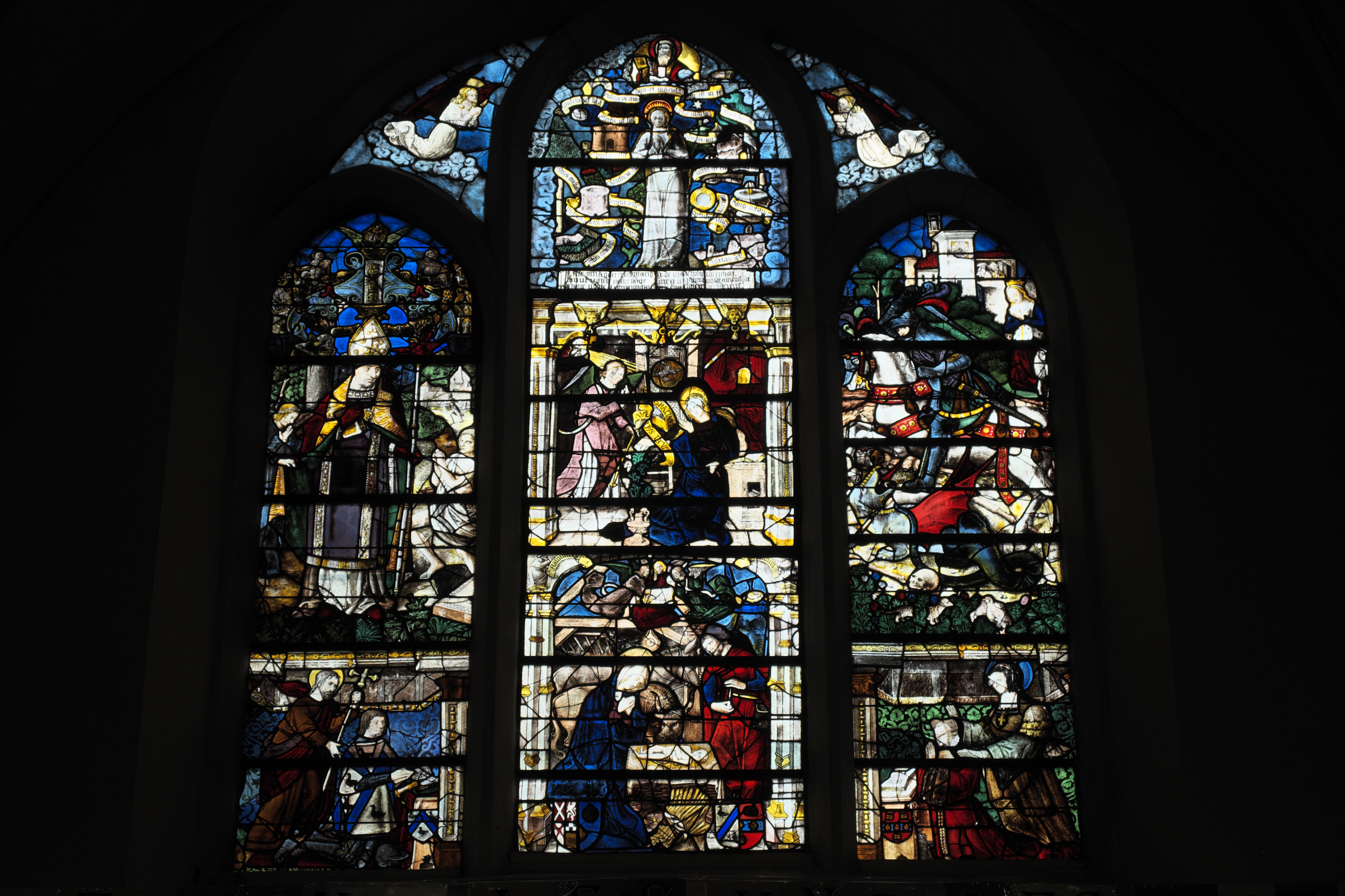
Vitrail de la Vierge

La grande verrière du chœur date du XVIe siècle. Elle est composée de trois lancettes, au milieu sont représentées des scènes de la vie de la Vierge. En haut, on voit Dieu le Père, en dessous Marie, qui est entourée de ses symboles. Sur les phylactères sont inscrits les titres mariaux des litanies de la Sainte Vierge comme « pulchra ut luna » (belle comme la lune), « electa ut sol » (choisie comme le soleil), « stella maris » (étoile de la mer), « porta coeli » (porte du ciel). Sur les panneaux inférieurs sont représentées les scènes de l'Annonciation et de la Nativité du Christ. Sur la lancette gauche on voit un évêque ressuscitant un jeune homme, sur la lancette droite on voit saint Georges terrassant un dragon. En bas du vitrail sont représentés les donateurs, vraisemblablement de la famille Mesmes qui possédait Marolles, avec leurs patrons et leurs armoiries.

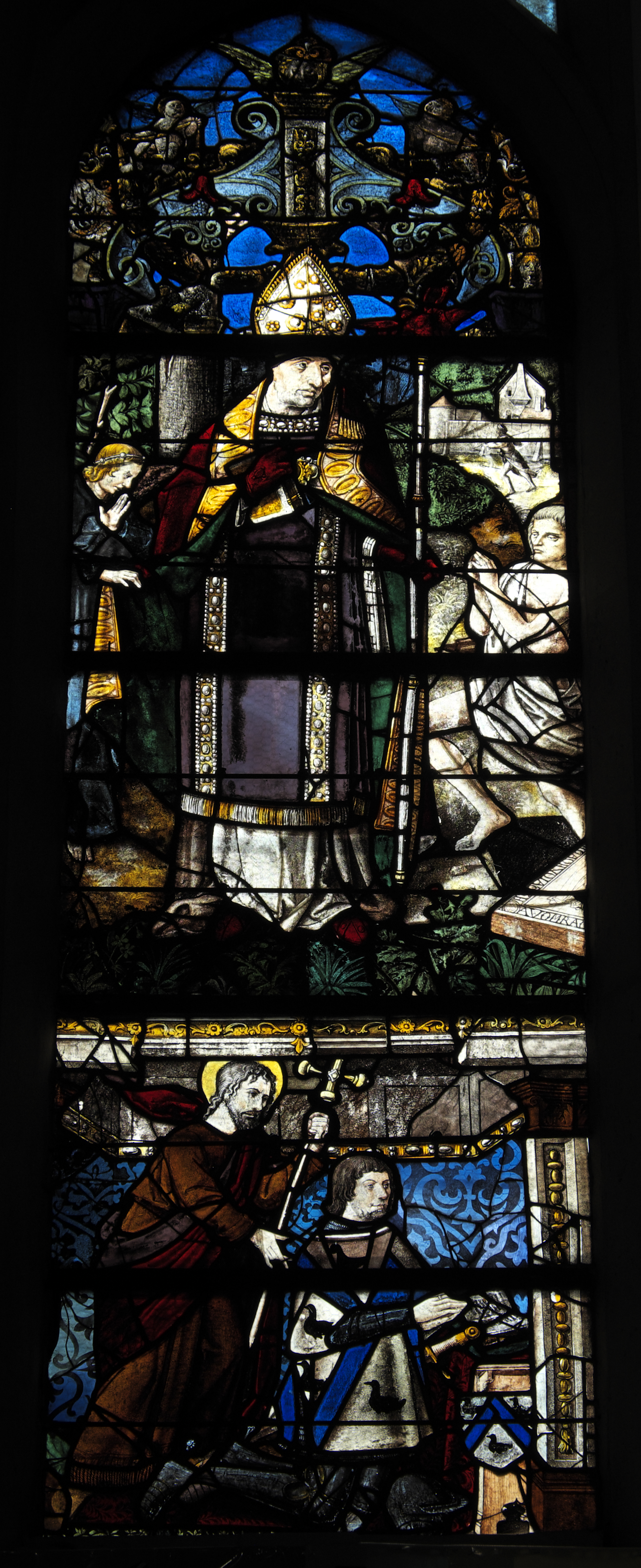
Évêque (en haut), donateur et patron (en bas)
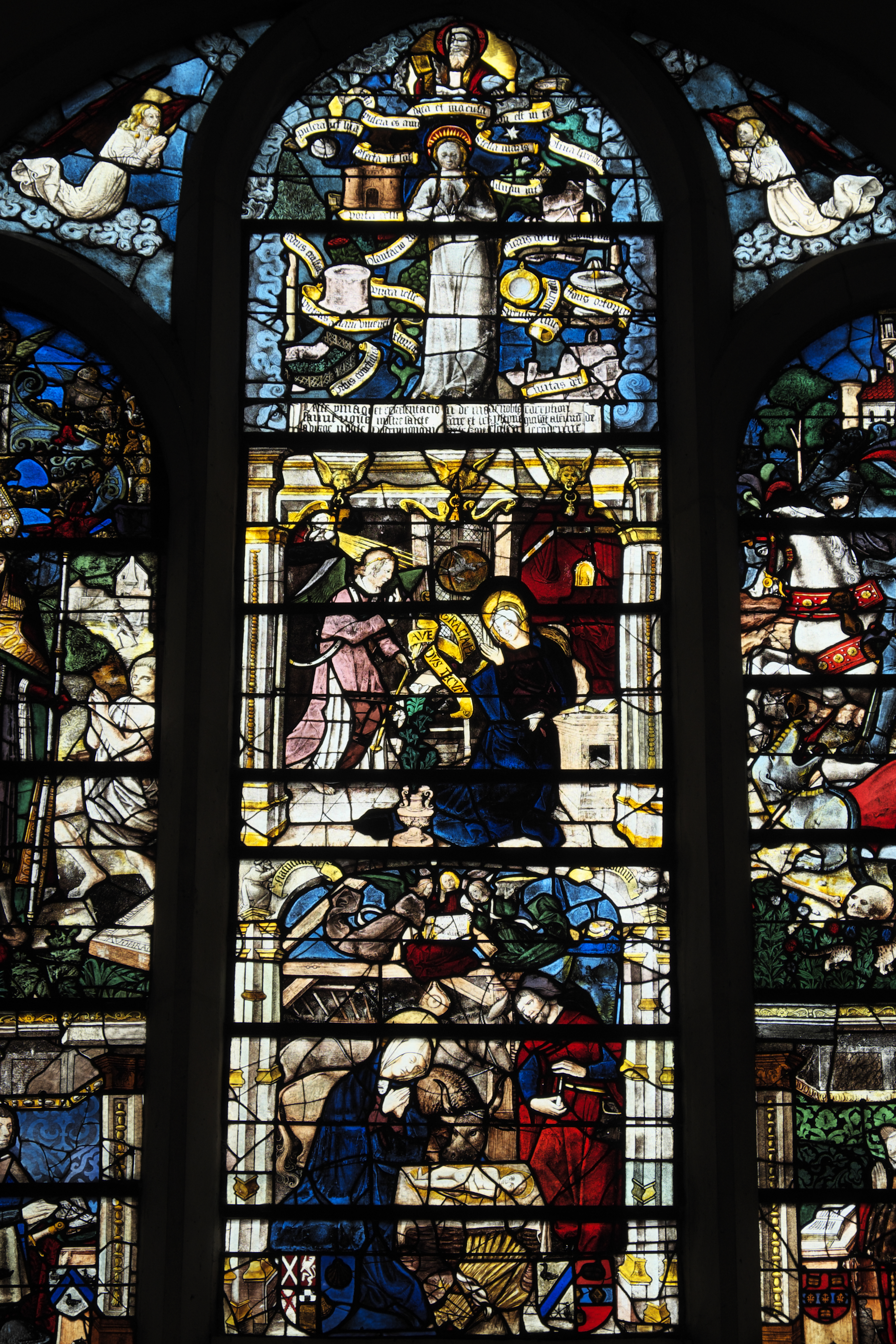
La Vierge et ses symboles, l'Annonciation et la Nativité
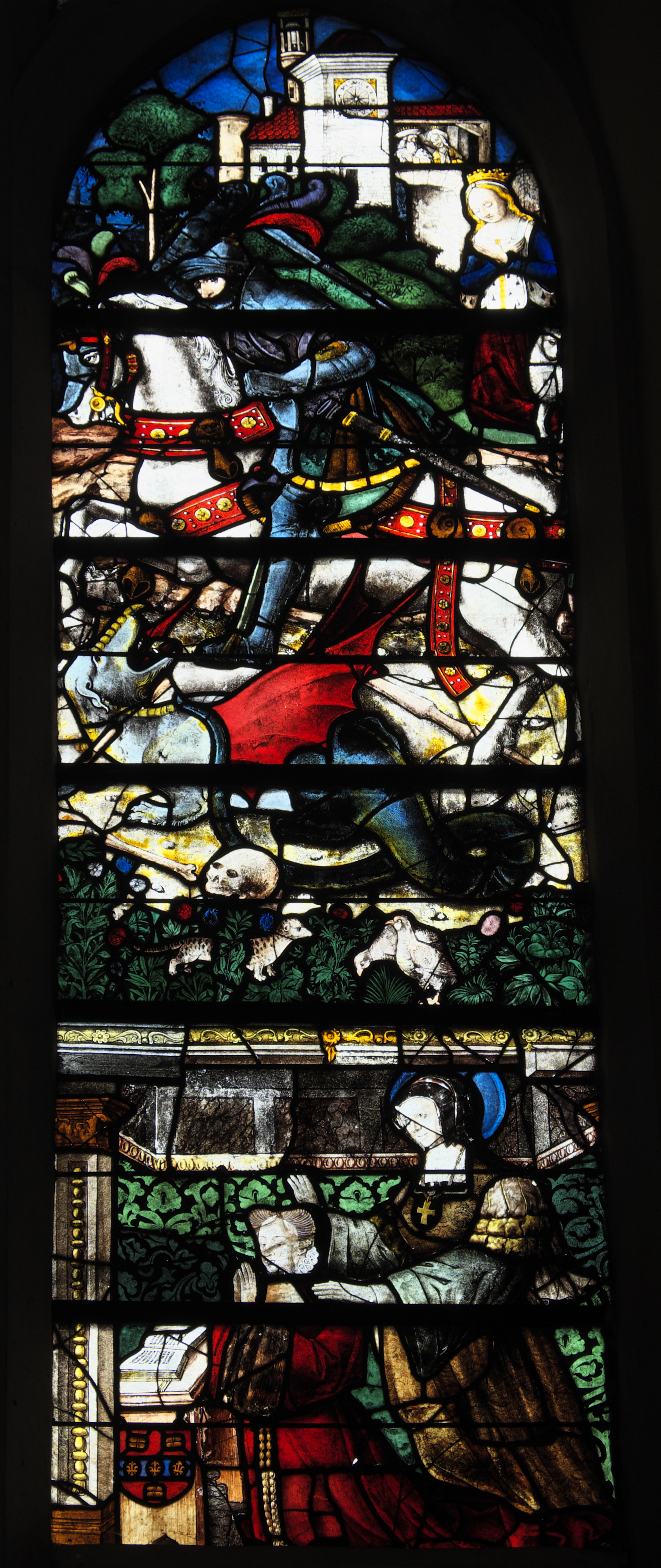
Saint Georges (en haut), donatrice et patronne (en bas)

- Baie 2

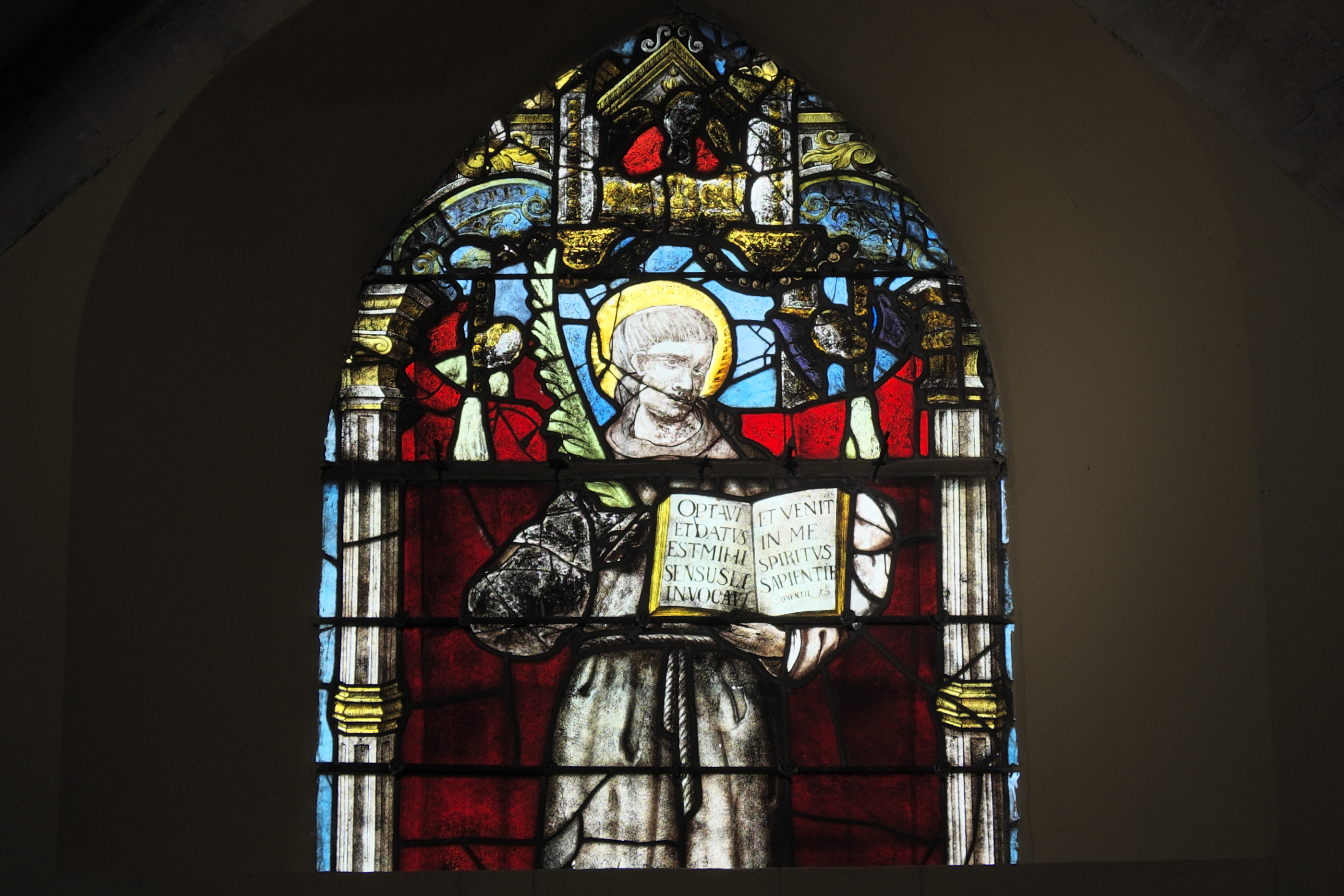
Saint martyr

Une autre verrière du XVIe siècle composée d'une lancette brisée représente un saint martyr qui tient un livre ouvert dans sa main gauche et la palme du martyr dans sa main droite.
- Autres vitraux

Les autres vitraux, plus récents, représentent le baptême du Christ, la Crucifixion et le souper à Emmaüs.

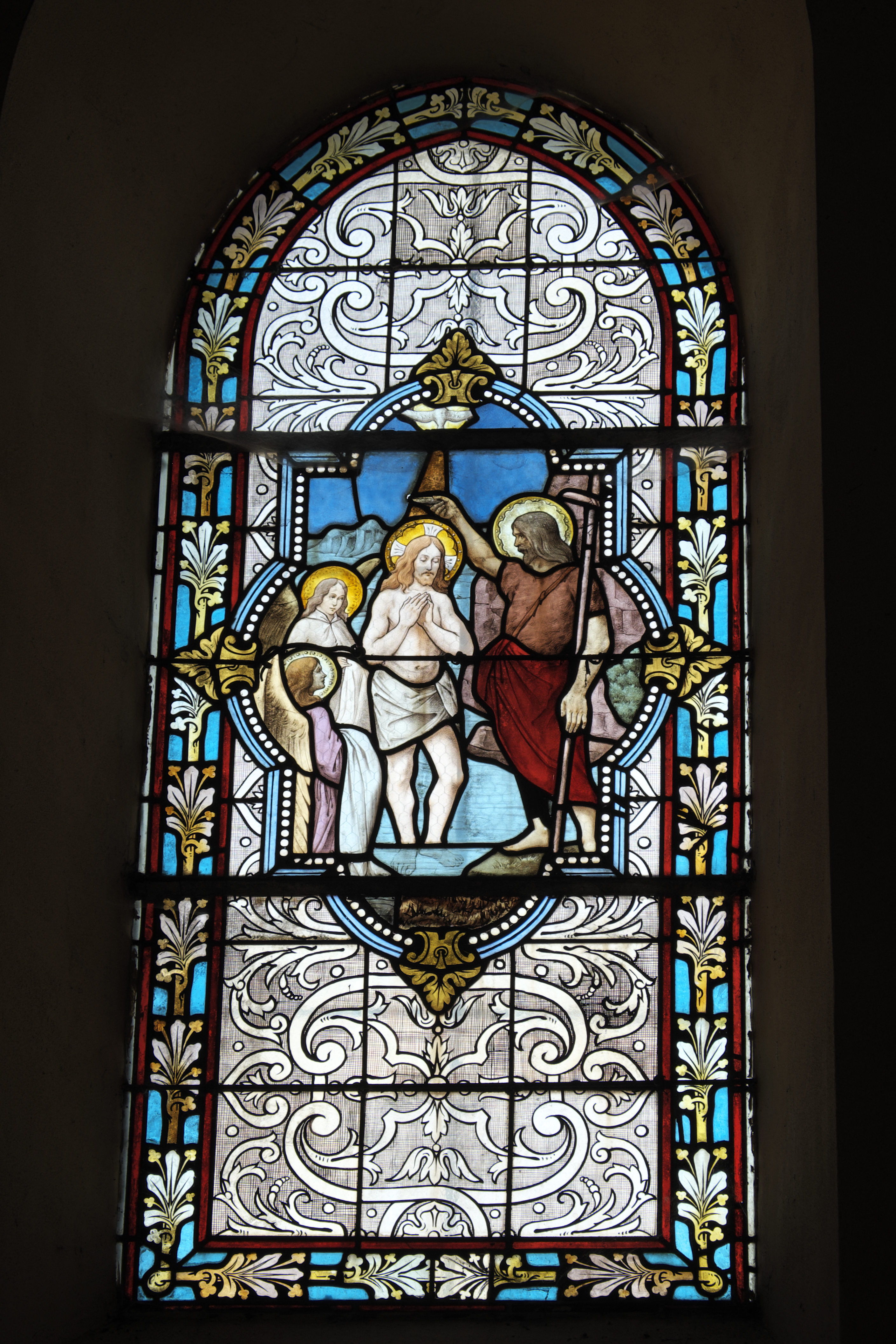
Baptême du Christ
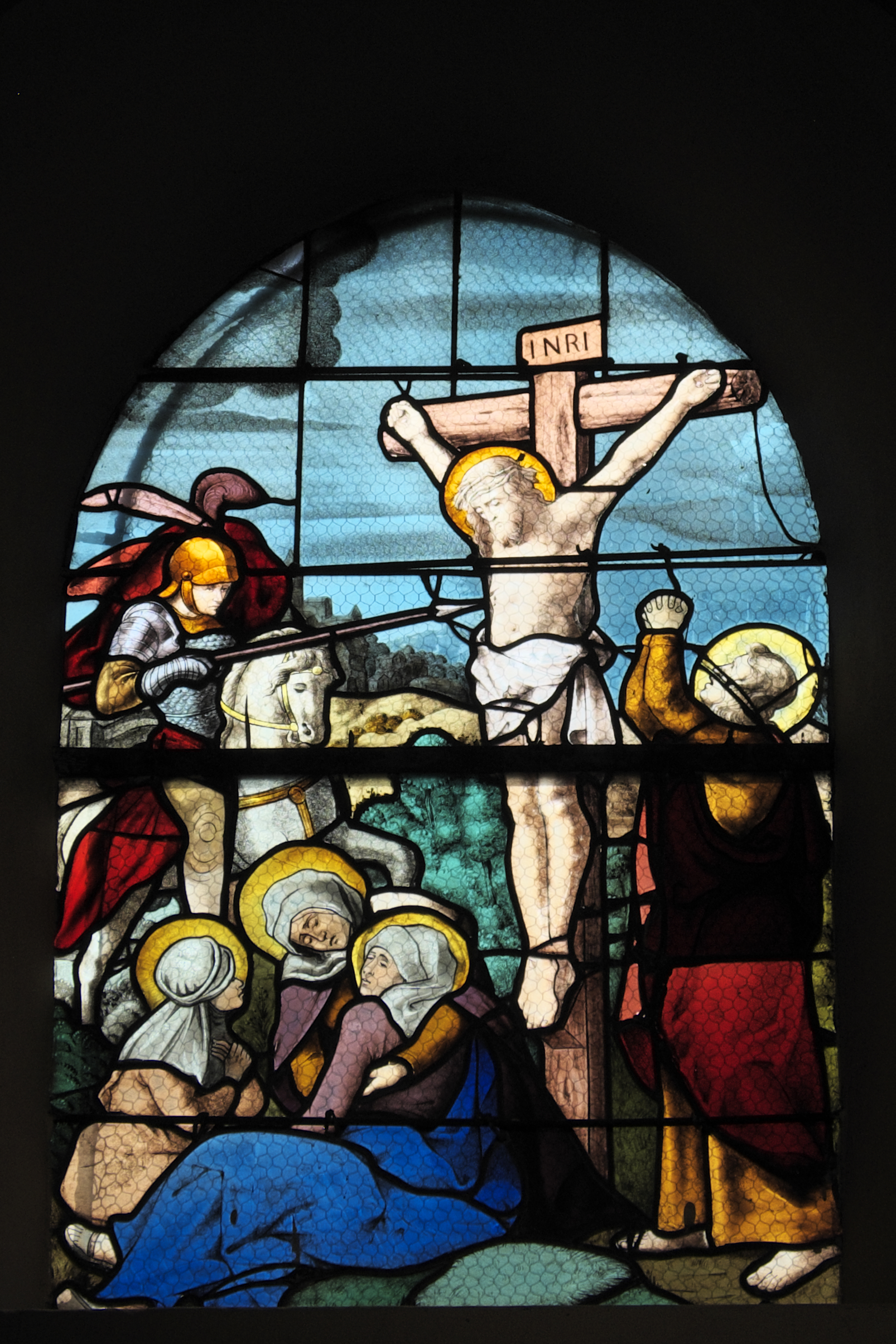
Crucifixion
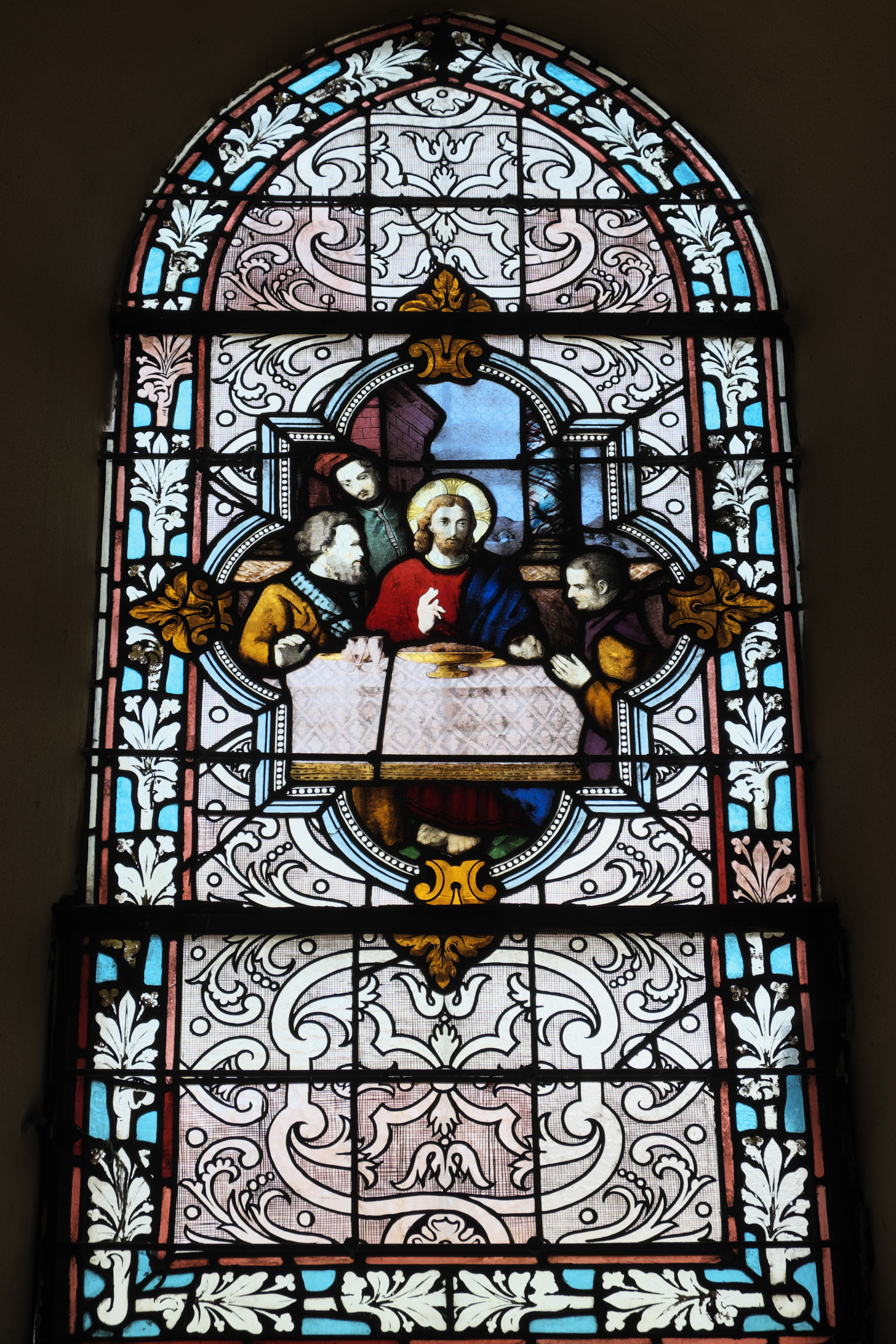
Souper à Emmaüs

## Mobilier
- Le lutrin en fer forgé, partiellement doré, date de la fin du XVIIIe siècle[4].
- Les fonts baptismaux en fonte, rares en France, ont été créés au XIXe siècle. Le pied, de forme cylindrique et cannelé, repose sur un socle décoré de feuillage. La cuve est godronnée, le couvercle est surmonté d'un cercle sur lequel reposent deux têtes d'angelots qui portent une croix[5].
- Les deux statues, taillées en bois et sculptées en ronde-bosse, qui représentent Saint Georges et le dragon[6] et Saint Joseph et l'Enfant Jésus[7], datent du XIXe siècle. Elles sont peintes en blanc et dorées. Saint Georges est le patron de la paroisse.

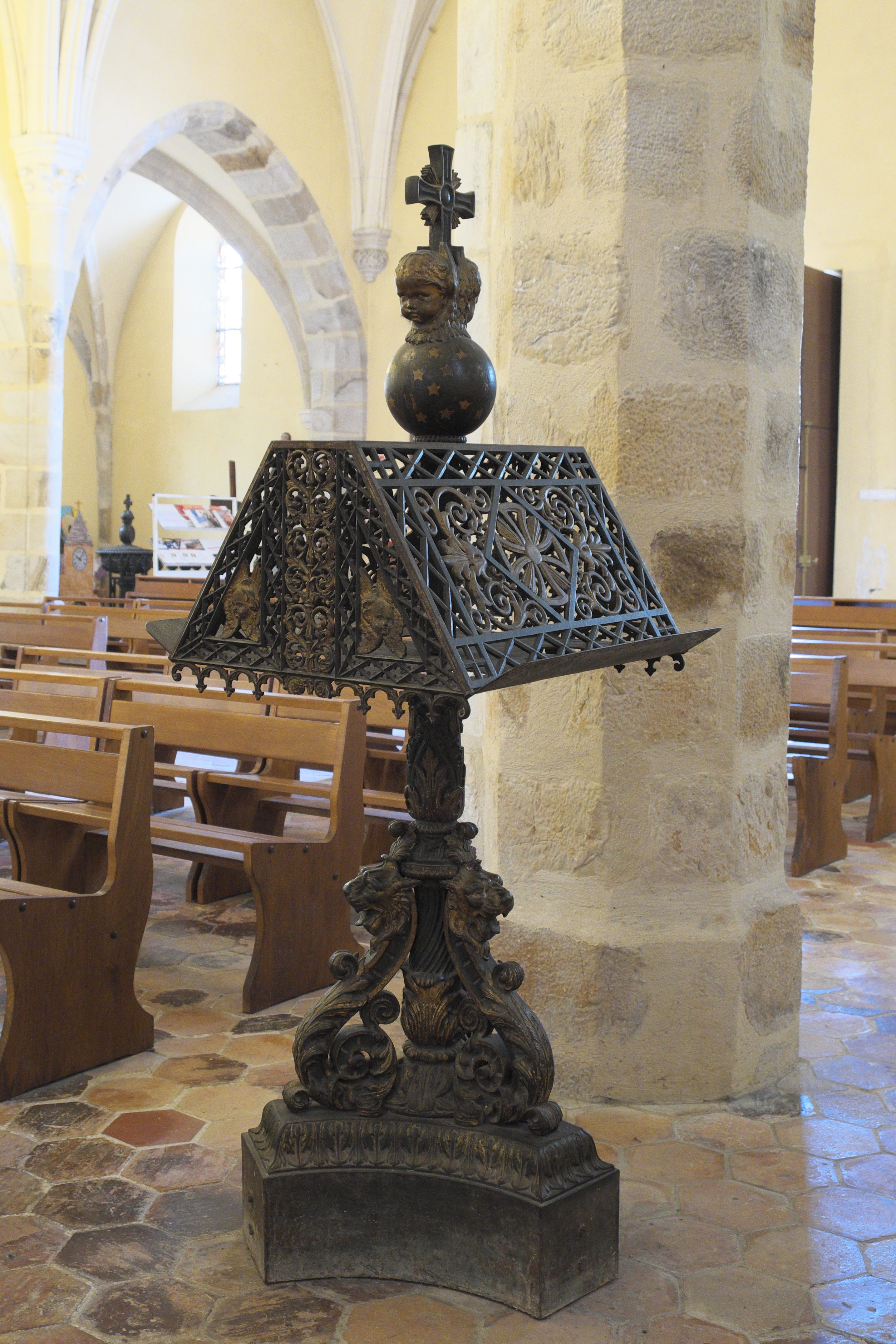
Lutrin
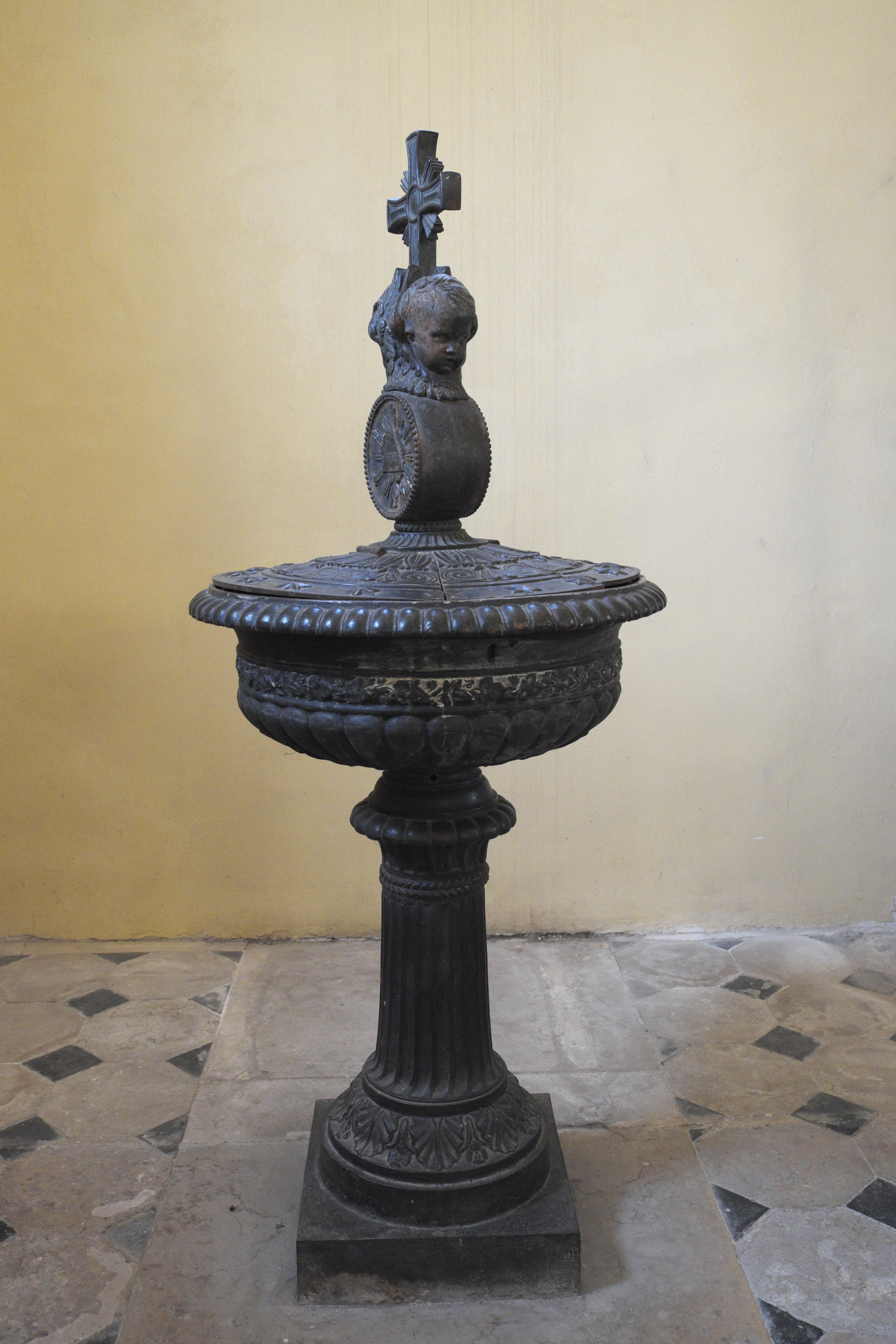
Fonts baptismaux
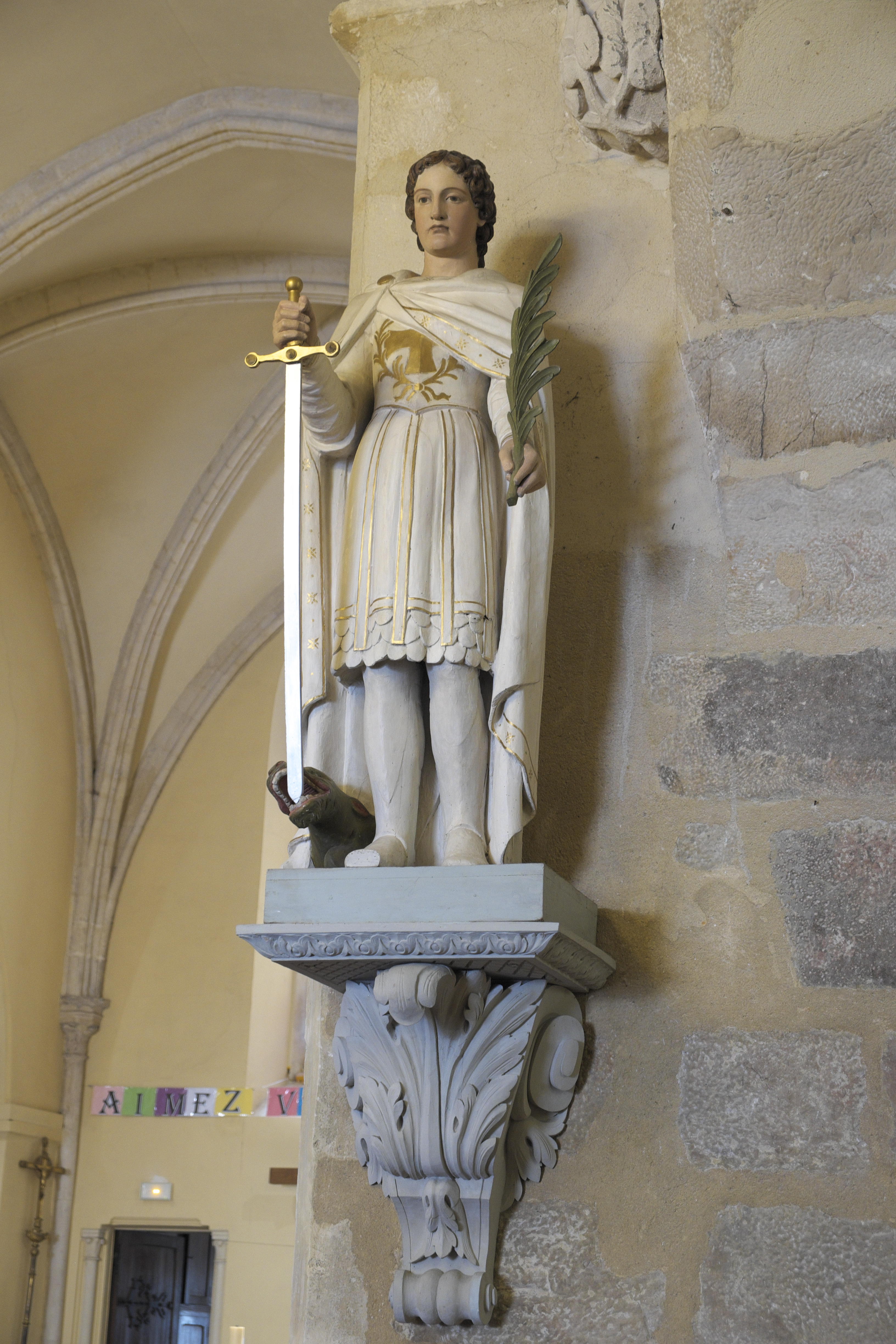
Saint Georges